# Les Livreurs
Les Livreurs est une comédie française réalisée par Jean Girault, sortie en 1961.

## Synopsis
Ces deux sympathiques livreurs d'un grand magasin parisien, non seulement prennent à cœur leur métier autant qu'il est possible, mais encore se considèrent comme responsables du bonheur des clients chez qui ils doivent effectuer leurs livraisons. Ceci les amène successivement à aider, au prix d'incroyables acrobaties, un jeune couple qui célèbre le premier anniversaire de son mariage, à se mêler à la clientèle d'un grand médecin assez inquiétant, à manquer de périr dans une embuscade qui ne leur est bien sûr pas destinée et à éviter la brouille d'un ménage...

## Fiche technique
- Titre : Les Livreurs
- Réalisation : Jean Girault
- Scénario : Francis Rigaud
- Adaptation :  Jean Girault, Jacques Vilfrid, Francis Rigaud
- Dialogues : Jacques Vilfrid
- Production : Gallus Films, UFA-Comacico
- Producteur et directeur de production : Jean Tachard
- Distribution : Comacico
- Directeur de la photographie : Raymond Letouzey
- Son : René Sarazin
- Décors : Sydney Bettex
- Musique : Michel Magne
- Montage : Jean-Michel Gautier
- Son René Sarazin (son monographique)
- Pays d'origine :  France
- Langue : français
- Format : Noir et blanc, 35mm
- Genre : Comédie
- Durée : 90 minutes
- Visa N° 24391 (Tous publics)
- Dates de sortie :
  - France : 26 juillet 1961

## Distribution
- Darry Cowl : Édouard
- Francis Blanche : Félix
- Micheline Luccioni : Mme Bellanger
- Patricia Karim : Babette
- Claire Maurier : Bédélia
- Hubert Deschamps : l'inspecteur
- Florence Blot : la concierge
- Robert Dalban : Albert Periculoso
- Yvonne Clech : Mme Schmutz
- Jean Daurand : Bourdier
- Suzanne Dehelly : la belle-mère
- Mario David : la brute
- Jean Le Poulain :  le professeur Alexis Schmutz
- Jacques Monod : le Président
- Paul Faivre : Monsieur Lenoise
- Gilberte Géniat : Germaine
- Robert Berri : le complice d'Albert
- Ellen Bahl
- Jean Droze
- Germaine Grainval
- Philippe Dumat
- Maurice Gardett
- Max Montavon
- Jacques Ciron
- André Badin
- Nicole Vervil
- Gélou
- Albert Michel
- Rivers Cadet
- Pierre Durou
- Serge Davri
- Fulbert Janin
- Raoul Marco
- Louis Viret
- Renée Barell
- Nono Zammit
- Lucia Berry
- Valérie Vivin
- Michel Thomass
- Emile Riandreys
- Pierre Flourens
- Karyn Balm
- Nicole Chollet
- Evelyne Dassas
- Jacqueline Monsigny
- Odile Poisson
- Sacha Briquet

## Autour du film
- Le trio Darry Cowl - Francis Blanche - Jean Girault se réunira par la suite pour Les Bricoleurs, Les Pique-assiette et Les Gorilles.
- Lieux de tournage : Paris, Entrepôt de La Samaritaine de la Rue Saint-Jacques et aux Studios de Boulogne.
- Entrées France : 2.837.137 spectateurs